# Comté de Newton (Mississippi)
Pour les articles homonymes, voir Comté de Newton.

Localisation du comté de Newton sur la carte du Mississippi

Le comté de Newton est un comté de l'État du Mississippi, aux États-Unis. Le chef-lieu du comté se situe à Decatur.

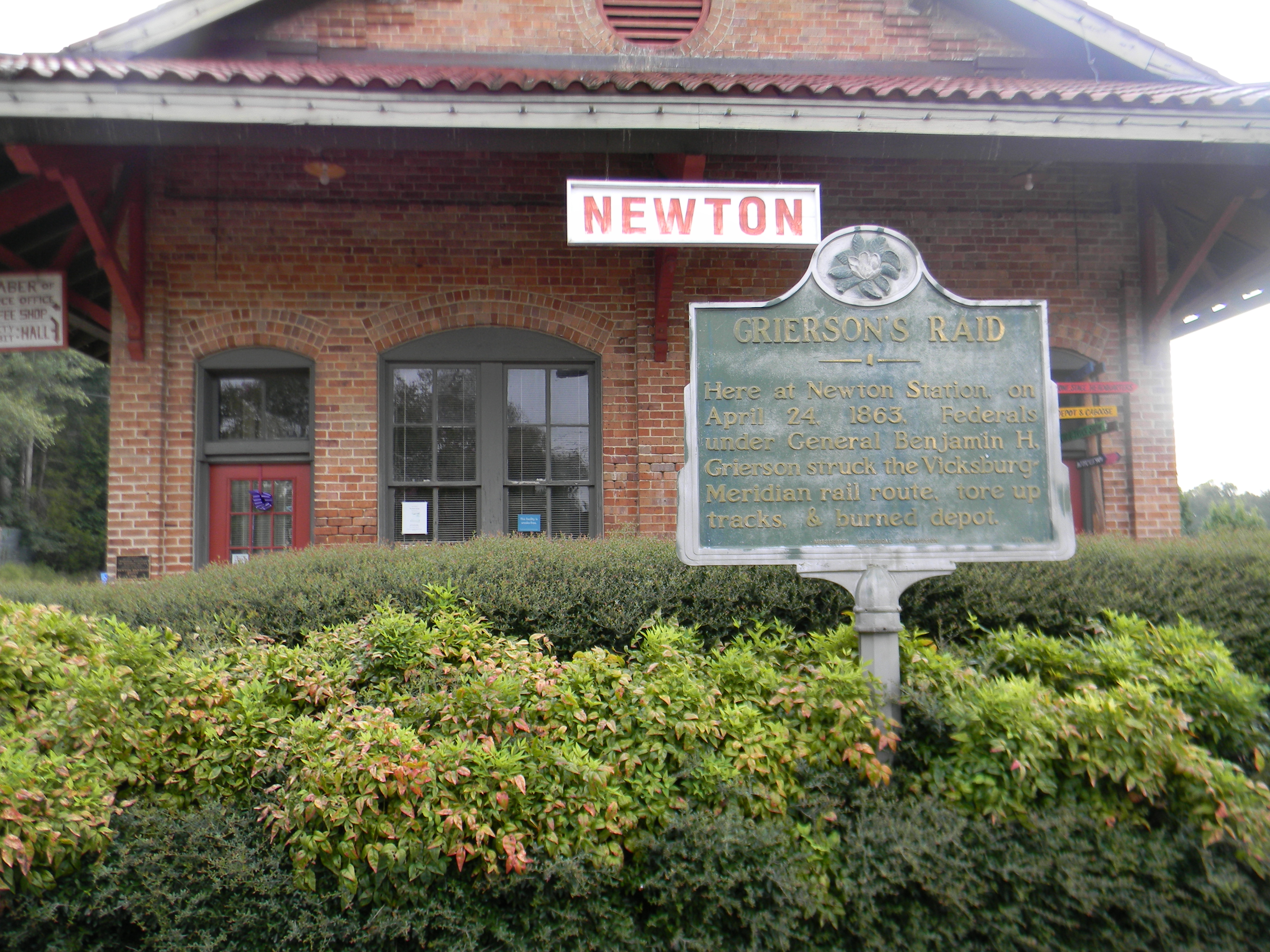
Dépôt ferroviaire de l'Alabama et de Vicksburg

## Comtés adjacents
- comté de Neshoba au nord,
- comté de Lauderdale à l'est,
- comté de Jasper au sud,
- comté de Scott à l'ouest,

## Municipalités du comté
- Decatur,
- Chunky